# Ilińsko
Ilińsko (d. Ilyńsko) – część wsi Parczów w Polsce położona w województwie łódzkim, w powiecie opoczyńskim, w gminie Białaczów.
W 1933 roku ustanowiło gromadę w gminie Białaczów.
W latach 1975–1998 miejscowość administracyjnie należała do województwa piotrkowskiego.